# Edward Fielding

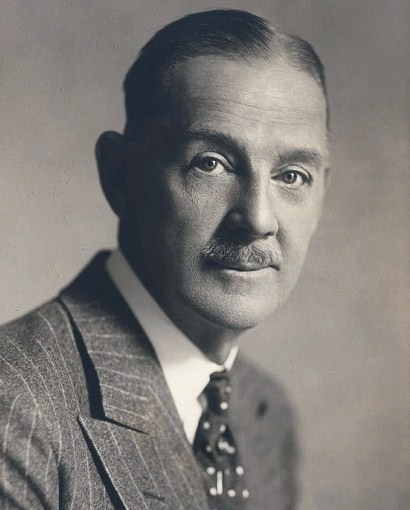
Edward Fielding (um 1915)

Edward Fielding (* 19. März 1875 in Brooklyn, New York als Edward B. Elkins; † 10. Januar 1945 in Beverly Hills, Kalifornien) war ein US-amerikanischer Theater- und Filmschauspieler.

## Leben und Karriere
Der hochgewachsene Schauspieler spielte zwischen 1905 und 1939 in fast 40 Broadway-Produktionen, darunter auch Hauptrollen. Er spielte unter anderem mit Theatergrößen wie Olga Nethersole, Grace George und Ethel Barrymore sowie Laura Hope Crews. Besonders häufig spielte er in Stücken von Henrik Ibsen. 1916 gab Fielding sein Filmdebüt als Dr. Watson im Stummfilm Sherlock Holmes mit William Gillette, dem ersten berühmten Holmes-Darsteller, in der Titelrolle. Dieser Film galt lange als verschollen, wurde aber in jüngerer Vergangenheit wiederentdeckt. In den nächsten zwanzig Jahren hatte er allerdings nur vereinzelte Filmauftritte. 
Erst in seinen letzten Lebensjahren spielte Fielding regelmäßig in Filmen. Er wurde zu einem Lieblingsschauspieler von Alfred Hitchcock, der ihn in vier Filmen einsetzte, darunter als Frith, der Butler des Schlosses Manderley, in Rebecca. Er übernahm außerdem eine größere Nebenrolle in Der Major und das Mädchen, das die erste Regiearbeit von Billy Wilder in Hollywood darstellte. Meistens verkörperte der grauhaarige Charakterdarsteller respektable oder vornehme Figuren wie Offiziere, Butler, Priester, Politiker oder Ärzte. Fielding arbeitete bis zu seinem Tod als Schauspieler und wirkte so in über 80 Filmen mit.
Fielding starb zwei Monate vor seinem 70. Geburtstag an einem Herzinfarkt, während er seinen Rasen mähte. Er war von 1913 bis zu seinem Tod mit Elizabeth Sherman Clark verheiratet gewesen, einer ehemaligen Sängerin an der Metropolitan Opera. Sie hatten ein Kind.

## Filmografie (Auswahl)
- 1916: Sherlock Holmes
- 1917: The Beautiful Adventure
- 1930: Seeing Things
- 1940: Abe Lincoln in Illinois
- 1940: Rebecca
- 1940: Hölle, wo ist dein Sieg? (All This and Heaven too)
- 1940: Galopp ins Glück (Down Argentine Way)
- 1940: South of Suez
- 1940: Fräulein Kitty (Kitty Foyle)
- 1941: So Ends Our Night
- 1941: I Wanted Wings
- 1941: Gefährliche Liebe (Rage in Heaven)
- 1941: Blüten im Staub (Blossoms in the Dust)
- 1941: Blondie in Society
- 1941: Das goldene Tor (Hold Back the Dawn)
- 1941: Verdacht (Suspicion)
- 1941: Eheposse (Skylark)
- 1942: Mabok, der Schrecken des Dschungels (Beyond the Blue Horizon)
- 1942: Der große Wurf (The Pride of the Yankees)
- 1942: Der Major und das Mädchen (The Major and the Minor)
- 1942: 10 Leutnants von West-Point (Ten Gentlemen from West Point)
- 1942: Star Spangled Rhythm
- 1942: Ich will mein Leben leben (In this Our Life)
- 1943: Flight for Freedom
- 1943: Im Schatten des Zweifels (Shadow of a Doubt)
- 1943: Das zweite Gesicht (Flesh and Fantasy)
- 1943: Das Lied von Bernadette (The Song of Bernadette)
- 1943: Higher and Higher
- 1944: Die Träume einer Frau (Lady in the Dark)
- 1944: Das Leben der Mrs. Skeffington (Mr. Skeffington)
- 1944: Dead Man’s Eyes
- 1944: Ledernacken (Marine Raiders)
- 1944: Ministerium der Angst (Ministry of Fear)
- 1944: Belle of the Yukon
- 1945: A Medal for Benny
- 1945: Seine Frau ist meine Frau (Guest Wife)
- 1945: Ich kämpfe um dich (Spellbound)
- 1945: Spiel mit dem Schicksal (Saratoga Trunk)